# Марія Фарандурі
Марі́я Фаранду́рі (28 листопада 1947, Афіни) — грецька співачка.
Народилася в Афінах 1948 року і стала відомою в усьому світі як «ідеальна перекладачка» за Мікісом Теодоракісом, відіграючи в той же час важливу роль у русі за відродження грецької музики.
Вважається найбільшим глибоким вираженням художньої грецької пісні. Багатий голос контральто з великим діапазоном і мелодійністю в поєднанні з відмінним драматичним образом — основні характеристики її мистецтва. У 1967 році вона відмовилася від Греції і почала боротися проти диктатури полковників, даючи тисячі концертів по всьому світу у великих театрах.
Про неї «Гардіан» написав: «Унікальний голос — це дар богів Олімпу», а музичний критик з «Монд» охарактеризував її як  «Джоан Баез Середземномор'я».